# 众议院 (埃及)
众议院（阿拉伯语：مجلس النواب，拉丁转写：Maǧlis an-Nowwab）是埃及议会的下议院。

## 组成
人民议会共设568席，其中95%议席通过直接民选产生，其余5%议席由埃及总统任命产生。
宪法规定至少一半的议席应该分配给工人和农民。议会一般4年选举一次，不过总统有权可以提前解散议会。
议会通过投票表决有权要求内阁辞职，这就决定了埃及总理领导的内阁成员主要来自于人民议会的最主要政党或政党联盟。

## 权力
根据埃及宪法，人民议会有以下权力:
- 立法权
- 讨论、批准协定与条约
- 讨论、批准国家计划与预算
- 审查行政人员的失职行为
- 讨论总统的报告与政府规划
- 修改埃及宪法
- 批准宣战和国家紧急状态

## 组织部门
- 议长：由议会选举产生。负责维持议会各项活动的顺利进行。在总统出现空缺时，议长行使总统代理权。
- 副议长：两名，选举产生
- 议长参谋办公室：负责与议会各个专业委员会、部长等机构联系与合作

### 专门委员会
共设有18个专门委员会：
- 宪法与立法事务委员会
- 预算与计划委员会
- 经济事务委员会
- 外交事务委员会
- 阿拉伯事务委员会
- 国防、国家安全与动员委员会
- 提议与投诉委员会
- 宗教、社会与宗教捐助事务委员会
- 卫生与环境事务委员会
- 交通与通信委员会
- 住房、公共事业与重建委员会
- 地方政府与公共组织委员会
- 青少年委员会
- 劳动力委员会
- 工业与能源委员会
- 农业与灌溉委员会
- 教育与科学研究委员会
- 文化、信息与旅游委员会

## 最近选举
在2011年埃及革命之前，时任总统穆巴拉克领导的民族民主党一直占据议会绝对多数的领导性地位。

### 2010年选举
2010年人民议会选举结果
| 政党                                                                | 得票数     | %          | 2010年 席位 | 2005年 席位 | 变化 | 议席 % |  |
| ------------------------------------------------------------------- | ---------- | ---------- | ----------- | ----------- | ---- | ------ |  |
| 民族民主党 (Al'Hizb Al Watani Al Democrati)                         |            |            | 420         | 330         | ▲90  | 81.0%  |  |
| 民族民主党                                                          |            |            | 53          | 0           | ▲53  | 10.2%  |  |
| 新华夫脱党 (Hizb al-Wafd-al-Jadid)                                  |            |            | 6           | 5           | ▲1   | 1.1%   |  |
| 国民統一進歩党 (Hizb al Tagammo' al Watani al Taqadommi al Wahdawi) |            |            | 5           | 1           | ▲4   | 0.9%   |  |
| 未来党 (Hizb al-Ghad)                                               |            |            | 1           | 1           | ━ 0  | 0.2%   |  |
| 阿拉伯民主纳赛尔主义党 (纳赛尔党)                                   |            |            | 0           | 0           | ━ 0  | 0.0%   |  |
| 阿赫拉尔党 (Hizb al-Ahrar)                                          |            |            | 0           | 0           | ━ 0  | 0.0%   |  |
| 社会正义党 (Hizb Al-'Adala al- Ijtima'iyya)                         |            |            | 1           | -           | ▲1   | 0.2%   |  |
| 民主一代党 (Hizb El-Geel al-Democrati)                              |            |            | 1           | -           | ▲1   | 0.2%   |  |
| 民主和平党 (Hizb El-Salaam al-Democrati)                            |            |            | 1           | -           | ▲1   | 0.2%   |  |
| 独立人士 (穆斯林兄弟会 - al-ikhwān al-muslimūn)                     |            |            | 1           | 88          | ▼−87 | 0.2%   |  |
| 独立人士 (其他)                                                     |            |            | 15          | 19          | ▼4   |        |  |
| 空缺议席                                                            |            |            | 4           |             |      |        |  |
| 非选举议席                                                          | 非选举议席 | 非选举议席 | 10          | 0           | 0    | 1.9%   |  |
| 共计 (投票率 %)                                                     |            |            | 518         |             |      |        |  |

### 2011－2012年选举
自穆巴拉克下台后，前执政党民族民主党被埃及过渡政府宣布为非法组织，许多新政党也于2011年组建成立。最明显的是以穆斯林兄弟会等伊斯兰主义团体为代表的组织获得合法性，并将开始主导埃及的发展。
选举于2011年11月28日开始，过程分为三个阶段，每个阶段举行9个省的投票工作，直至2012年1月11日全国投票正式结束。自由与正义党获得235席成为第一大党，诺尔党获得107席为第二大党。
2012年1月23日，埃及武装部队最高委员会主席坦塔维宣布将立法权移交给新选出的人民议会，新议会的首要任务是选出由100人组成的制宪委员会以负责起草新的宪法。
但2011年埃及革命的結果隨即被2013年埃及政變推翻，軍方支持的阿卜杜勒-法塔赫·塞西解散穆斯林兄弟會。

### 2015年选举
數個埃及反對黨抵制此次選舉，宣稱此次選舉過程不公平。儘管埃及總統阿卜杜勒-法塔赫·塞西鼓勵民眾投票，但由於反對黨的抵制，此次議會選舉仍然投票率仍偏低，僅有28.27%投票率，在埃及部分地區投票率可低至僅有10%。